# Frithiof Hall
Martin Petter Frithiof Hall, född den 25 mars 1864 i Halls socken, Gotlands län, död den 18 maj 1941, var en svensk skolman och kyrkohistoriker. Han var bror till Bror Rudolf Hall. 
Hall blev teologie kandidat 1894 och var lektor vid Jönköpings högre allmänna läroverk 1903–1929 samt föreståndare för arbetarinstitutet där 1905–1911. Bland Halls skrifter märks Bidrag till Cistercienserordens historia i Sverige (1898, bearbetad utgåva under titeln Bidrag till kännedomen om Cistercienserorden i Sverige 1899), Vreta kloster (1902), Beiträge zur Geschichte der Cistercienserklöster in Schweden (1903), Jönköpings kloster (i "Meddelanden från norra Smålands fornminnesförening" 1907) och Skokloster (i "Fornvännen" 1909). Frithiof Hall är begravd på Östra kyrkogården i Jönköping.